# After (Giaime)
After è il singolo di debutto del rapper italiano Giaime, pubblicato il 10 novembre 2015.

## Video musicale
Per il brano è stato realizzato un video musicale, reso disponibile in concomitanza col singolo.

## Tracce
Testi di Giaime Mula, musiche di Mr. Effe e Fabio Gargiulo.
1. After – 3:57